# Vox
|  | Aquest article tracta sobre el partit polític espanyol. Si cerqueu el canal de televisió alemany, vegeu «VOX». |

Vox és un partit polític ultradretà, ultranacionalista espanyol i xenòfob, fundat el 2013 per antics membres del Partit Popular. Està liderat per Santiago Abascal, exregidor del Partit Popular al País Basc. El partit ha rebut crítiques per idees xenòfobes, homòfobes o reaccionàries.

## Història

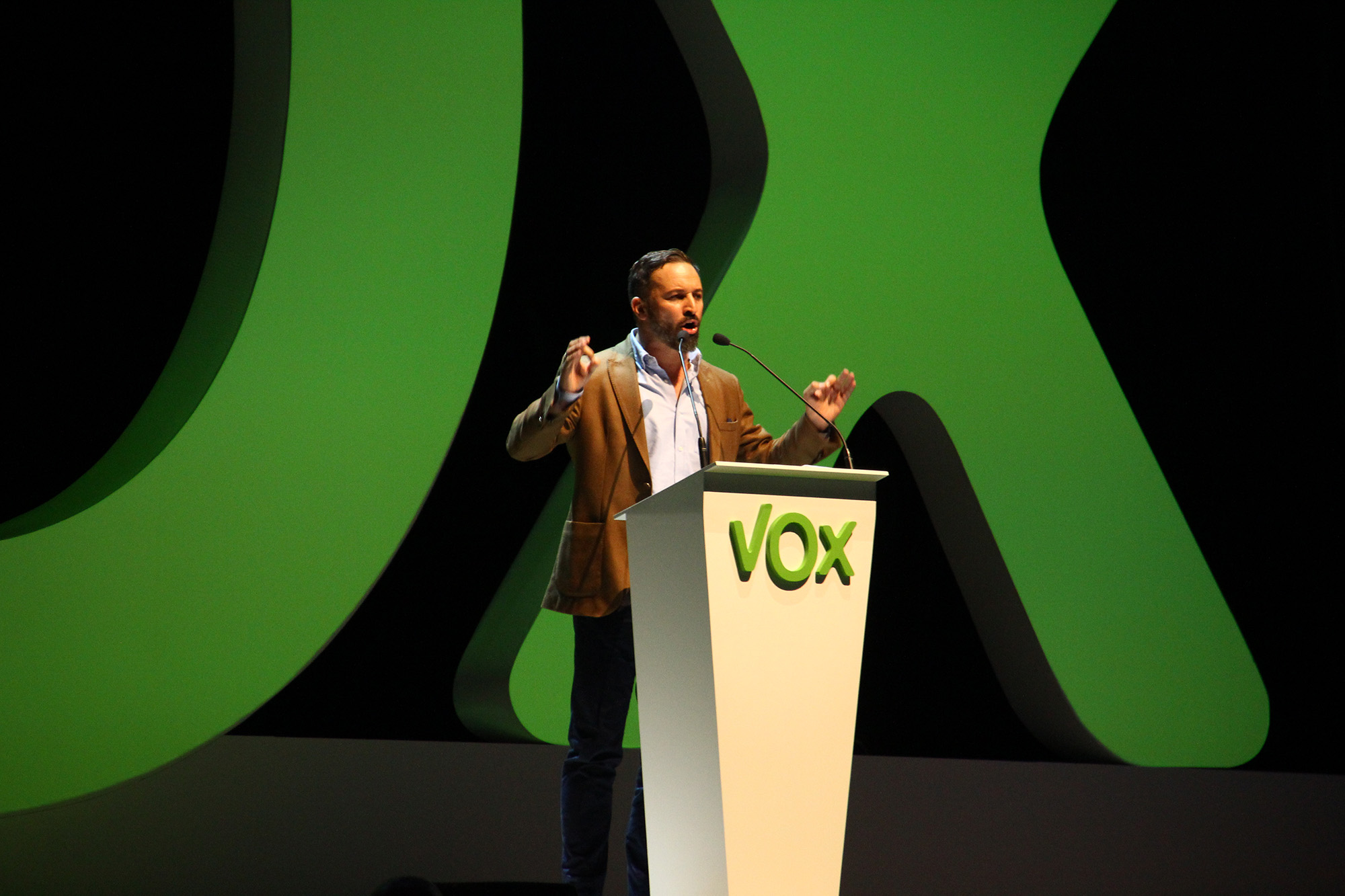
Abascal, durant un acte del partit a Vistalegre a l'octubre de 2018

El partit fou fundat el 2013 per membres del Partit Popular, car el consideraven massa moderat i que no defensava de manera suficient els interessos d'Espanya. El partit es va fundar gràcies a les donacions del Consell Nacional de Resistència de l'Iran, que va pagar des dels primers dies de la formació fins a les eleccions europees de 2014.
Santiago Abascal ocupà el càrrec de secretari general provisional de Vox, amb Aleix Vidal-Quadras de president, fins que el 20 de setembre del 2014 Abascal fou elegit president pel 91% dels militants i Iván Espinosa secretari general.
El partit es va presentar a les eleccions europees de 2014, en les quals va quedar onzè amb 246.833 vots (un 1,56% del total) i sense aconseguir representació. En les eleccions autonòmiques del 24 de maig de 2015, Vox es presentà en nou comunitats autònomes de les 13 en les quals es feien eleccions (Astúries, Cantàbria, Castella i Lleó, Comunitat de Madrid, Extremadura, Castella-la Manxa, Regió de Múrcia, País Valencià i Canàries), i en una de les dues ciutats autònomes (Ceuta); no obstant això, no va obtenir representació en cap autonomia, aconseguint els millors resultats a Ceuta amb un 1,27% dels vots i a la Comunitat de Madrid amb 37.043 vots (un 1,17% del total). En les eleccions municipals, es va presentar a més de 120 municipis, en alguns casos en coalició amb el Partit Família i Vida, i finalment obtingué un total de 22 regidors i dues alcaldies en tot Espanya.

### Ascens electoral progressiu
Segons un estudi de la cobertura mediàtica de Vox en comparació a altre partit de similar èxit electoral inicial (PACMA va ser el partit elegit) entre les eleccions generals espanyoles de 2016 i les eleccions al Parlament d'Andalusia de 2018, l'ascens en la política ha estat atribuït a una cobertura desproporcionada als mitjans de comunicació amb relació al PACMA. En l'assemblea de 2016 que reelegí Santiago Abascal, Javier Ortega Smith fou nomenat secretari general.
El 2018 va rebre el suport estratègic de Steve Bannon, cap de campanya de Donald Trump per a tractar de frenar la propaganda independista de dins d'Espanya a fora d'Espanya. El seu primer gran acte públic fou al Palacio de Vistalegre en octubre de 2018.
El desembre de 2018 va entrar al Parlament d'Andalusia on va obtenir 12 escons.
El febrer de 2019 el partit va eliminar les llistes obertes per l'elecció dels candidats i el 28 d'abril de 2019 va entrar al Congrés dels diputats on va obtenir 2,6 milions de vots i 24 escons, i unes setmanes més tard, en les eleccions al Parlament Europeu de 2019 va obtenir 1,3 milions de vots, entrant per primer cop al Parlament Europeu amb tres diputats, que es van integrar en el grup dels Conservadors i Reformistes Europeus. A les eleccions municipals espanyoles de 2019 el partit va aconseguir l'alcaldia de tres ajuntaments.

### Governs de coalició amb el Partit Popular
En 2022 va entrar al govern de Castella i Lleó en coalició amb el Partit Popular, i després de les eleccions autonòmiques de 2023 els pactes es van estendre als governs de Castella i Lleó, Aragó, Extremadura i el País Valencià i els consells insulars de les Illes Balears, acordant la derogació de les normes regionals de memòria històrica, lleis trans o mesures contra la immigració irregular, i va accedir a la presidència dels parlaments d'Aragó, les Illes Balears i el País Valencià. A les eleccions al Parlament Europeu de 2024 que van tenir lloc el 9 de juny va doblar la representació, passant de tres a sis diputats que van canviar de grup, integrant-se en Patriotes per Europa, mentre S'ha Acabat la Festa agafava el seu lloc a Conservadors i Reformistes Europeus. A les eleccions municipals espanyoles de 2023 va obtenir l'alcaldia de 33 municipis, la majoria a Castella i Lleó i Castella - la Manxa.
El 8 d'agost de 2023, Ivan Espinosa, portaveu de Vox al Congrés dels Diputats va deixar el càrrec per motius personals i familiars, sent rellevat per Pepa Millán en la XV Legislatura Espanyola.

### Trencament i represa dels acords amb el Partit Popular
L'11 de juliol de 2024 Vox va trencar els pactes de govern amb el PP d'Aragó, el País Valencià, Múrcia, Extremadura i Castella i Lleó pel suport popular al repartiment a altres comunitats autònomes de menors migrants arribats a Canàries, tanmateix, en març de 2025 va recolzar els pressupostos del País Valencià i posteriorment va recolzar els de les Illes Balears i la Regió de Múrcia.
L'octubre de 2024 Rocío Monasterio, una de les poques dirigents que quedaven del nucli fundador del partit, fou destituida com a presidenta de Vox a Madrid, nomenant al seu lloc a José Antonio Fuster.

## Ideologia

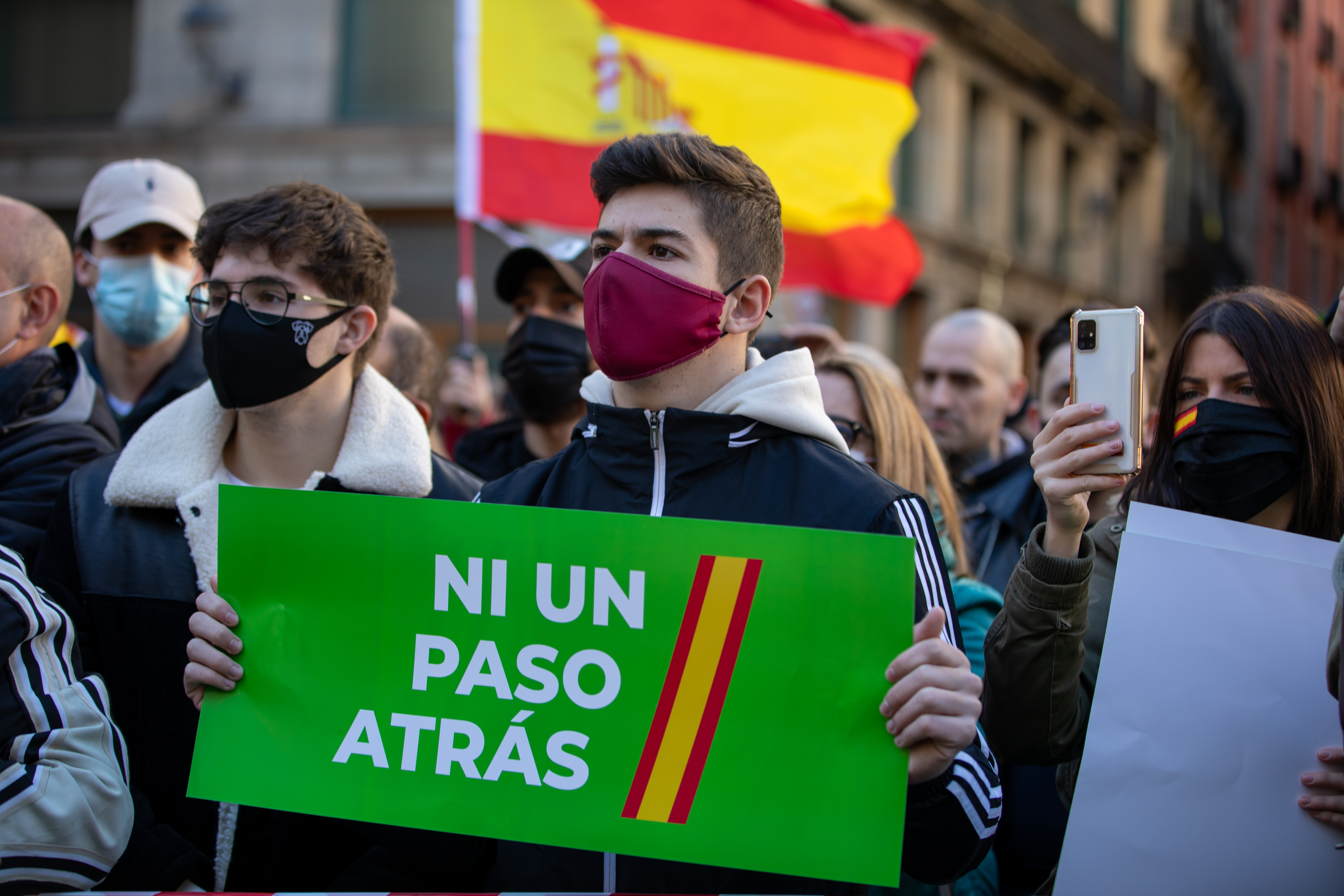
Participant a l'acte del Dia de la Constitució de 2020 celebrat per Vox a Barcelona

Vox és un partit promogut per dissidents del PP que en el seu manifest fundacional de 2014 advocaven per la defensa de la unitat de la nació espanyola, la recuperació de protagonisme internacional, la regeneració de la política, l'abolició de les autonomies, l'establiment d'un poder judicial independent i la promoció de la «cultura de la vida i la família». Xavier Casals hi observa una radicalització ideològica posterior que ha enfortit al partit, en confluència amb altres factors com el seu rol d'acusació particular en el procediment judicial del Procés, la polèmica al voltant de l'exhumació de Franco, la recomposició interna del PP, i la dinàmica d'outbidding a la dreta entre PP i Cs que ha introduït a la immigració dins el debat polític. Casals va considerar l'acte de Vistalegre de 2018 com una fita per a la ultradreta espanyola, que no aconseguia un nivell de convocatòria comparable des dels anys de Fuerza Nueva. Per Casals, Vox no suposaria un retorn del neofranquisme i seria homologable en alguns aspectes, com ara la seva situació a cavall entre el passat i el present, a la dreta populista europea.
En el seu missatge Vox ha inclòs elements islamòfobs, del nacionalisme centralista, rebuig a l'avortament, antifeminisme i propostes econòmiques de signe neoliberal. És un dels grups dretans emergents a Espanya que ha prestat atenció a les narratives promocionades per Rússia.
Ha estat descrit alternativament com «nacionalista i neoliberal» i rigorosament oposat a l'avortament, com «un dels pocs partits d'extrema dreta feixista a Espanya», com «ultraconservador» i com un conat d'intent de dotar de base social àmplia a la ultradreta mitjançant un desplaçament postfeixista. També han fet nombroses declaracions contra Soros i una de les seves organitzacions més conegudes, l'Open Society Foundations. S'autodenominen com antiglobalistes.
D'acord amb Casals, l'ultranacionalisme vertebrador de l'ideari del partit ultradretà és identificat per part d'aquest amb una «visió biològica i palingenètica de la pàtria» —l'anomenada «Espanya viva»— i amb una cultura d'inspiració catòlica.

### Controvèrsies
Vox de Ceuta i Vox de València van decidir que els seus regidors no havien d'oficiar matrimonis civils.
El novembre de 2019 més de 2.500 científics socials que treballen en universitats i organismes de recerca d'Espanya i altres estats, com França, Portugal, Regne Unit, Estats Units, Suècia i Brasil, signaren un manifest per denunciar les manipulacions i falsejament de dades fetes pel partit ultradretà en els seus arguments.

## Resultats electorals

### Eleccions generals
| Eleccions generals espanyoles | Eleccions generals espanyoles | Eleccions generals espanyoles | Eleccions generals espanyoles | Eleccions generals espanyoles | Eleccions generals espanyoles | Eleccions generals espanyoles | Eleccions generals espanyoles | Eleccions generals espanyoles | Eleccions generals espanyoles | Eleccions generals espanyoles | Eleccions generals espanyoles |
| Any                           | Cap de llista                 | Vots                          | +/–                           | %                             | +/–                           | Diputats                      | +/–                           | Senat                         |                               | Govern                        |                               |
| ----------------------------- | ----------------------------- | ----------------------------- | ----------------------------- | ----------------------------- | ----------------------------- | ----------------------------- | ----------------------------- | ----------------------------- | ----------------------------- | ----------------------------- | ----------------------------- |
| 2015                          | Santiago Abascal              | 58.114                        | N/D                           | 0,23 / 100                    | N/D                           | 0                             | N/D                           | 0                             | N/D                           | Extraparlamentari             |                               |
| 2016                          | Santiago Abascal              | 47.182                        |                               | 0,2 / 100                     |                               | 0                             | =                             | 0                             | =                             | Extraparlamentari             |                               |
| 2019 (abril)                  | Santiago Abascal              | 2.677.173                     |                               | 10,26 / 100                   |                               | 24                            | ▲ 24                          | 0                             | =                             | Oposició                      |                               |
| 2019 (novembre)               | Santiago Abascal              | 3.640.063                     |                               | 15,09 / 100                   |                               | 52                            | ▲ 28                          | 2                             | ▲ 2                           | Oposició                      |                               |
| 2023                          | Santiago Abascal              | 3.057.000                     |                               | 12,38 / 100                   |                               | 33                            | ▼ 19                          | 0                             | ▼ 2                           | Oposició                      |                               |

### Eleccions al Parlament Europeu
| Eleccions al Parlament Europeu | Eleccions al Parlament Europeu | Eleccions al Parlament Europeu | Eleccions al Parlament Europeu | Eleccions al Parlament Europeu | Eleccions al Parlament Europeu | Eleccions al Parlament Europeu | Eleccions al Parlament Europeu | Eleccions al Parlament Europeu |
| Any                            | Cap de llista                  | Vots                           | +/–                            | %                              | +/–                            | Escons                         | +/–                            |                                |
| ------------------------------ | ------------------------------ | ------------------------------ | ------------------------------ | ------------------------------ | ------------------------------ | ------------------------------ | ------------------------------ | ------------------------------ |
| 2014                           | Alejo Vidal-Quadras            | 246.833                        | N/D                            | 1,57 / 100                     | N/D                            | 0 / 54                         | N/D                            |                                |
| 2019                           | Jorge Buxadé Villalba          | 1.393.684                      |                                | 6,21 / 100                     |                                | 3 / 54                         | ▲ 3                            |                                |
| 2024                           | Jorge Buxadé Villalba          | 1.677.828                      |                                | 9,63 / 100                     | ▲ 3,42                         | 6 / 61                         | ▲ 3                            |                                |

1. ↑  +1 després del Brèxit

### Eleccions al Parlament de Catalunya
| Comicis | Cap de llista   | vots    | % de vots | Escons | Govern   |
| ------- | --------------- | ------- | --------- | ------ | -------- |
| 2021    | Ignacio Garriga | 217.883 | 7,69%     | 11     | Oposició |
| 2024    | Ignacio Garriga | 248.554 | 7,96%     | 11     | Oposició |

### Eleccions a les Corts Valencianes
| Comicis | Cap de llista  | vots    | % de vots | Escons  | +/- | Govern            |
| ------- | -------------- | ------- | --------- | ------- | --- | ----------------- |
| 2015    | Miguel Boronat | 10.184  | 0,41      | 0 / 99  | N/D | Extraparlamentari |
| 2019    | Ana Vega       | 281.608 | 10,44     | 10 / 99 | 10  | Oposició          |
| 2023    | Carlos Flores  | 310.104 | 12,57     | 13 / 99 | 3   | Coalició PP-Vox   |
| 2023    | Carlos Flores  | 310.104 | 12,57     | 13 / 99 | 3   | Oposició          |

### Eleccions al Parlament d'Andalusia
| Comicis | Cap de llista     | vots    | % de vots | Diputats |
| ------- | ----------------- | ------- | --------- | -------- |
| 2015    | Francisco Serrano | 18 422  | 0,46%     | 0        |
| 2018    | Francisco Serrano | 395 978 | 10,97%    | 12       |
| 2022    | Macarena Olona    | 493 932 | 13,46%    | 14       |